# دیلر (نبراسکا)
دیلر(به انگلیسی: Diller) شهری در ایالت نبراسکا کشور ایالات متحده آمریکا است که جمعیت آن در سرشماری سال ۲۰۱۰ میلادی، ۲۶۰ نفر بوده‌است.